# Bambusa vulgaris
Bambusa vulgaris Schrad. ex J.C.Wendl., 1808, conosciuta come bambù comune, è una pianta appartenente alla famiglia delle Poaceae. È originaria di Bangladesh, India, Sri Lanka, Sud-est asiatico e della provincia dello Yunnan nella Cina meridionale, ma è ampiamente coltivata in molti altri luoghi e si è naturalizzata in diverse regioni. Tra le specie di bambù, è una delle più grandi e facilmente riconoscibile.

## Descrizione
Bambusa vulgaris forma cespi moderatamente slegati e non presenta spine. Presenta culmi (steli) giallo limone con strisce verdi e foglie verde scuro. Gli steli non sono dritti e sono inflessibili, con pareti spesse e forti. I culmi crescono fino a 10–20 m in altezza e 4–10 cm di spessore. I culmi sono diritti o flessuosi (piegati alternativamente in direzioni diverse) e sono pendenti alle estremità. I nodi, spaziati tra 20 e 45 cm l'uno dall'altro, sono leggermente rigonfi.  Diversi rami si sviluppano dai nodi nella metà superiore del fusto. Le foglie del culmo sono decidue e presentano una fitta peluria. Le lame delle foglie sono lanceolate.
La fioritura non è comune e non ci sono semi. I frutti sono rari a causa della bassa vitalità del polline causata dalla meiosi irregolare. Ad intervalli di diversi decenni, l'intera popolazione di un'area fiorisce contemporaneamente, e i singoli steli generano un gran numero di fiori. Il bambù comune si propaga attraverso la divisione dei cespi, mediante il taglio del rizoma, del fusto e dei rami, per propaggine e per margotta. Il metodo di coltivazione più semplice e praticato è il taglio del culmo o del ramo. Nelle Filippine, i migliori risultati sono stati ottenuti da talee con un nodo provenienti dalle parti inferiori di culmi di sei mesi. Quando uno stelo muore, solitamente il cespo sopravvive. Un cespo può crescere da uno stelo utilizzato per pali, recinzioni, o sostegni. I suoi rizomi si estendono fino a 80 cm prima di orientarsi verso l'alto per creare nuovi cespi ad espansione rapida. La facile propagazione di B. vulgaris spiega la sua presenza apparentemente selvaggia.
B. vulgaris cresce principalmente sulle rive dei fiumi, sui bordi delle strade, nelle terre abbandonate e nei terreni aperti, generalmente a basse altitudini. È una specie preferita per il controllo dell'erosione. Cresce meglio in condizioni umide, ma può tollerare condizioni sfavorevoli come basse temperature e siccità. Sebbene sia adattabile a un'ampia gamma di terreni, il bambù comune cresce più vigorosamente su terreni umidi. Può tollerare il gelo fino a -3 °C, e può crescere su terreni fino a 1500 m di altitudine anche se ad altitudini più elevate gli steli diventano più corti e sottili. In periodi di siccità estrema può defogliarsi completamente.
La composizione chimica media è cellulosa 41–44%, pentosani 21–23%, lignina 26–28%, cenere 1,7–1,9% e silice 0,6–0,7%.

## Distribuzione e habitat

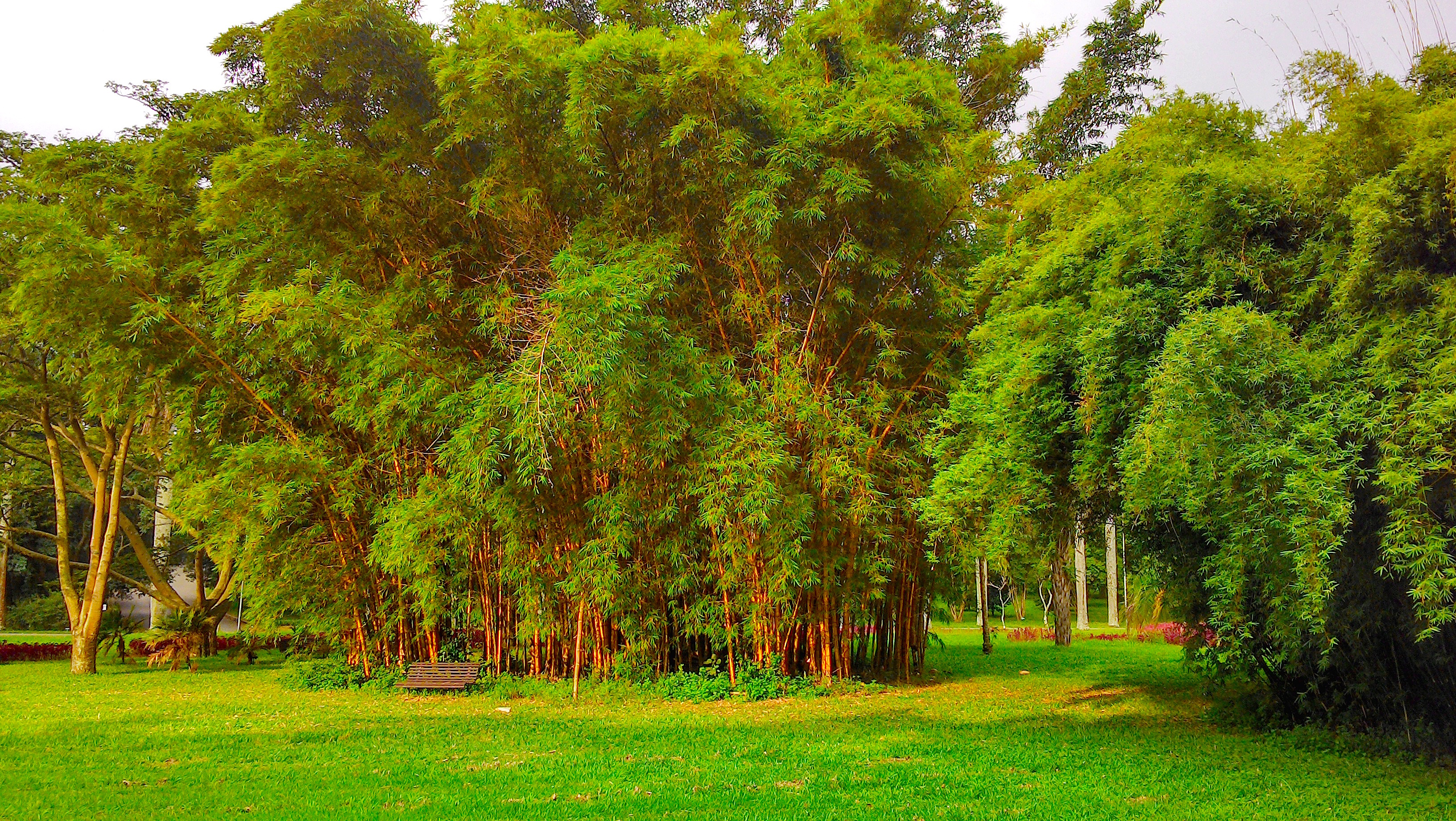
B. vulgaris al Giardino Botanico di San Paolo, Brasile

Il bambù comune è il bambù più coltivato nei tropici e nelle regioni subtropicali. Sebbene per lo più conosciuto solo attraverso la coltivazione, esistono popolazioni spontanee (non domesticate), fuggite e naturalizzate in tutte le zone tropicali e subtropicali all'interno e all'esterno dell'Asia. Il bambù comune è ampiamente coltivato nell'Asia orientale, sudorientale e meridionale, nonché nell'Africa tropicale, compreso il Madagascar. È altamente concentrato nelle foreste pluviali indomalesi. La specie è uno dei bambù di maggior successo in Pakistan, Tanzania e Brasile.
Popolare come pianta da serra nel 1700, fu una delle prime specie di bambù introdotte in Europa. Si ritiene che sia stata introdotta alle Hawaii al tempo del capitano James Cook (fine del XVIII secolo) ed è la pianta ornamentale più popolare del luogo. B. vulgaris è ampiamente coltivato negli Stati Uniti e a Porto Rico, apparentemente sin dall'introduzione da parte degli spagnoli nel 1840.

## Usi
Il bambù comune ha un'ampia varietà di usi, includendo gli steli usati come combustibile e le foglie usate come foraggio, sebbene sia noto che una grande quantità di foglie ingerite causi disturbi neurologici nei cavalli. La produzione e il commercio mondiale di B. vulgaris sono considerevoli, sebbene non siano disponibili statistiche. Il bambù comune presenta anche alcuni svantaggi. Le proprietà di lavorazione degli steli sono scarse, poiché non sono dritti, difficili da sezionare e inflessibili, ma hanno pareti spesse e resistenti. A causa dell'alto contenuto di carboidrati, gli steli sono suscettibili agli attacchi di funghi e insetti. La protezione dalle minacce biologiche è essenziale per un uso a lungo termine.
Il bambù comune è ampiamente utilizzato come pianta ornamentale e viene spesso piantato come recinzione o siepe di confine.
Gli steli o culmi di B. vulgaris vengono utilizzati per recinzioni e costruzioni, soprattutto di piccoli rifugi temporanei, compresi pavimenti, tegole, pannelli e muri fatti appassire con culmi o steli spezzati. Il culmo viene utilizzato per realizzare molte parti di barche tra cui alberi, timoni, stabilizzatori e pali da canottaggio. Viene utilizzato anche per realizzare mobili, vimini, frangivento, flauti, canne da pesca, manici di utensili, pali, armi, archi per reti da pesca, pipe per fumatori, tubi per l'irrigazione, tubi per la distillazione e altro ancora.
Viene utilizzato come materia prima per la polpa nell'industria cartiera, soprattutto in India. La carta prodotta con B. vulgaris ha un'eccezionale resistenza allo strappo, paragonabile alla carta prodotta con legno tenero. Può essere utilizzato anche per produrre pannelli truciolari e carta per imballaggi flessibili.
I giovani germogli della pianta, cotti o in salamoia, sono commestibili e mangiati in tutta l'Asia. I germogli sono teneri e di colore rosa-biancastro e possono essere conservati in vasetti di vetro o altri recipienti a chiusura ermetica.

## Coltivazione
Sebbene non sia adatto ai piccoli giardini, poiché cresce in grandi cespi, le giovani piante di bambù possono essere coltivate in grandi contenitori. Il bambù comune cresce bene in pieno sole o in ombra parziale. La protezione della pianta è importante, poiché gli animali spesso brucano i giovani germogli.

## Tossicità
Tra tutti i bambù, solo i germogli di B. vulgaris contengono taxifillina (un glicoside cianogenico) che funziona come un inibitore enzimatico nel corpo umano quando viene rilasciato, ma si degrada facilmente in acqua bollente. È altamente tossico e la dose letale per l'uomo è di circa 50–60 mg. Una dose di 25 mg di glicoside cianogenico somministrata a ratti (100-120 g di peso corporeo) ha causato segni clinici di tossicità, tra cui apnea, atassia e paresi.